# Primos paralelos y cruzados
En los estudios antropológicos del parentesco, se considera como primo paralelo a un primo que es hijo del hermano del padre (tío paterno) o de la hermana de la madre (tía materna); esto es, que es hijo de un hermano del mismo sexo del progenitor. Mientras que un primo cruzado es aquel que es hijo de una hermana del padre (tía paterna) o hermano de la madre (tío materno), o sea, del sexo opuesto del progenitor.

## Importancia de los roles de parentesco
La importancia de esta distinción radica en que cuando hay grupos de filiación unilineales (es decir, matrilineal y/o patrilineal), los primos paralelos de uno o ambos lados pertenecerán al propio grupo de filiación, mientras que, por el contrario, los primos cruzados no lo harán (suponiendo exogamia del grupo de filiación).

### Matrimonios preferenciales

Un gráfico que muestra a los miembros de la familia en relación con Ego (círculo negro).

El papel de los primos cruzados es especialmente importante en algunas culturas. Por ejemplo, en algunos grupos, los primos paralelos pueden ser reconocidos para realizar matrimonios preferenciales, esto es por ejemplo, matrimonios ideales de un hombre con la hija del hermano de su padre. Esto suele ser común entre algunos pueblos pastoriles. Tal matrimonio ayuda a mantener la propiedad dentro de un linaje. 

### Tabú del incesto
Por otro lado, las uniones de primos paralelos en algunas culturas caerían bajo un tabú de incesto, ya que los primos paralelos son parte del grupo de filiación unilineal del sujeto mientras que los primos cruzados no lo son.

## Terminologías de parentesco
En algunas sociedades los primos paralelos (pero no los primos cruzados) también se denominan con los mismos términos que se usan para los hermanos. Por ejemplo, esto es característico de los sistemas "iroqués", "Cuervo" y "Omaha" de parentesco, así como en la mayoría de los sistemas de los aborígenes australianos, que un primo paralelo masculino sea denominado como "hermano", y una prima paralela sea llamada "hermana". 
Por otro lado, los tipos restantes de terminología de parentesco (el "hawaiano", el "esquimal" y el "sudanés" ) no agrupan a los primos paralelos en oposición a los primos cruzados.